# Beleg van Valencijn (1793)
Het Beleg van Valencijn (Valenciennes) vond plaats tussen 13 juni en 28 juli 1793, tijdens de Eerste Coalitieoorlog.
Na de nederlaag van de Franse revolutionaire legers in de Slag bij Neerwinden (1793) heroverden de geallieerden onder leiding van Frederik Jozias van Saksen-Coburg-Saalfeld het grootste deel van de Oostenrijkse Nederlanden. De Franse provincie Vlaanderen, die ruim een eeuw eerder stelselmatig door Frankrijk veroverd en geannexeerd was, werd het volgende doel van de geallieerden.
De geallieerde inval op Frans grondgebied begon met de inname van de omgeving van Valencijn: Condé-sur-l'Escaut en  Raismes op 8 mei en Famars op 23 mei.
De Engelse opperbevelhebber Frederik van York leidde de belegering, terwijl de Zuid-Nederlands-Oostenrijkse generaal Joseph de Ferraris de technische aspecten superviseerde. Na de val van de stad werd de hertog van York als een bevrijder ingehaald door de inwoners van de stad. Hij liet het verslagen Franse garnizoen vertrekken, weliswaar zonder hun wapens, maar zij hergroepeerden zich bij Duinkerke.
De geallieerde overwinning was van korte duur want het jaar daarop heroverden de Fransen de hele Zuidelijke Nederlanden.
Nederlanden: Marquain · Rijsel (1792) · Jemappes · Namen (1792) · Maastricht (1793) · Breda · Aldenhoven (1793) · Neerwinden · Raimes · Famars · Aarlen · Valencijn · Duinkerke · Hondschote · Menen ·  Wattignies · Moeskroen · Tourcoing · Doornik · Erquelinnes · Gosselies · Ieper · Hooglede · Fleurus · Boxtel · Sprimont · Maastricht (1794) · 's-Hertogenbosch · Aldenhoven (1794) · Puiflijk · Nijmegen · Luxemburg · Den Helder · Camperduin

Rijnfront: Verdun · Thionville · Valmy · Mainz (1792) · Mainz (1793) · Vogezen/Tripstadt · Mainz (1795) · Amberg · Würzburg

Italiaans front: Genua · Hyères · Rovereto · Bassano · Montenotte · Dego · Lodi · Arcole · Rivoli

Overige fronten (Vendée, Spanje): Fontenay-le-Comte · Toulon · Cholet · Luçon · Truillas · Boulou · San Lorenzo · Santa Cruz · Kaap Sint-Vincent
West-Indië: Guadeloupe · Martinique